# Distretto di Muleba
Il distretto di Muleba è un distretto della Tanzania situato nella regione del Kagera. È suddiviso in 43 circoscrizioni (wards) e conta una popolazione di 637 659 abitanti (censimento 2022).

## Suddivisione amministrativa
Il distretto è diviso nelle seguenti circoscrizioni (wards), tra parentesi gli abitanti (censimento 2022):
1. Biirabo (18 793)
2. Bisheke (20 137)
3. Buganguzi (11 184)
4. Buhangaza (6 350)
5. Bulyakashaju (18 793)
6. Bumbire (20 137)
7. Bureza (11 184)
8. Burungura (6 350)
9. Goziba (10 430)
10. Gwanseli (15 895)
11. Ibuga (8 404)
12. Ijumbi (16 731)
13. Ikondo (11 042)
14. Ikuza (11 523)
15. Izigo (12 889)
16. Kabirizi (13 193)
17. Kagoma (6 496)
18. Kamachumu (12 870)
19. Karambi (13 297)
20. Kasharunga (12 769)
21. Kashasha (7 659)
22. Katoke (17 129)
23. Kerebe (26 748)
24. Kibanga (36 376)
25. Kikuku (10 351)
26. Kimwani (11 710)
27. Kishanda (3 559)
28. Kyebitembe (11 118)
29. Mafumbo (10 926)
30. Magata Karutanga (28 111)
31. Mayondwe (17 364)
32. Mazinga Kisiwa (32 349)
33. Mubunda (5 519)
34. Muhutwe (13 246)
35. Muleba (5 888)
36. Mushabago (10 463)
37. Ngenge (20 766)
38. Nshamba (12 073)
39. Nyakabango (25 585)
40. Nyakatanga (9 789)
41. Ruhanga (28 692)
42. Rulanda (25 657)
43. Rutoro (23 783)